# Ecsenius minutus
Ecsenius minutus är en fiskart som beskrevs av Klausewitz, 1963. Ecsenius minutus ingår i släktet Ecsenius och familjen Blenniidae. Inga underarter finns listade i Catalogue of Life.